# Élections législatives de 1997 dans l'Allier
Les élections législatives françaises de 1997 se déroulent les 25 mai et 1er juin 1997. Dans le département de l'Allier, quatre députés sont à élire dans le cadre de quatre circonscriptions.

## Élus
| Circonscription | Député sortant                                | Parti | Parti      | Député élu ou réélu | Parti | Parti |
| --------------- | --------------------------------------------- | ----- | ---------- | ------------------- | ----- | ----- |
| 1re             | Guy Canard suppléant de Pierre-André Périssol |       | RPR        | François Colcombet  |       | PS    |
| 2e              | Jean Gravier                                  |       | UDF (PPDF) | Pierre Goldberg     |       | PCF   |
| 3e              | Bernard Coulon                                |       | UDF (PR)   | André Lajoinie      |       | PCF   |
| 4e              | Claude Malhuret                               |       | UDF (PR)   | Gérard Charasse     |       | PRS   |

## Résultats

### Résultats à l'échelle du département
| Parti          | Parti                               | Premier tour | Premier tour | Second tour | Second tour | Sièges |
| Parti          | Parti                               | Voix         | %            | Voix        | %           | Sièges |
| -------------- | ----------------------------------- | ------------ | ------------ | ----------- | ----------- | ------ |
|                | Parti communiste français           | 45 858       | 26,76        | 55 831      | 30,70       | 2      |
|                | Parti socialiste                    | 27 612       | 16,11        | 22 984      | 12,64       | 1      |
|                | Parti radical-socialiste            | 11 222       | 6,55         | 23 927      | 13,16       | 1      |
|                | Les Verts                           | 7 768        | 4,53         |             |             | 0      |
|                | Gauche plurielle                    | 92 460       | 53,95        | 102 742     | 56,50       | 4      |
|                |                                     |              |              |             |             |        |
|                | Union pour la démocratie française  | 37 871       | 22,10        | 59 797      | 32,88       | 0      |
|                | Rassemblement pour la République    | 14 077       | 8,21         | 19 311      | 10,62       | 0      |
|                | La Droite indépendante              | 6 361        | 3,71         |             |             | 0      |
|                | Droite parlementaire                | 51 948       | 30,31        | 79 108      | 43,50       | 0      |
|                |                                     |              |              |             |             |        |
|                | Front national                      | 18 357       | 10,71        |             |             | 0      |
|                | Divers écologiste dont LT-LNÉ et GÉ | 2 257        | 1,32         | 0           |             |        |
|                |                                     |              |              |             |             |        |
| Inscrits       | Inscrits                            | 258 312      | 100,00       | 258 302     | 100,00      | 4      |
| Abstentions    | Abstentions                         | 76 738       | 29,71        | 64 577      | 25          |        |
| Votants        | Votants                             | 181 574      | 70,29        | 193 725     | 75          |        |
| Blancs et nuls | Blancs et nuls                      | 10 191       | 5,61         | 11 875      | 6,13        |        |
| Exprimés       | Exprimés                            | 171 383      | 94,39        | 181 850     | 93,87       |        |

### Résultats par circonscription

#### Première circonscription (Moulins)
| Candidat       | Candidat                      | Parti          | Premier tour | Premier tour | Second tour | Second tour |  |
| Candidat       | Candidat                      | Parti          | Voix         | %            | Voix        | %           |  |
| -------------- | ----------------------------- | -------------- | ------------ | ------------ | ----------- | ----------- |  |
|                | Pierre-André Périssol sortant | RPR            | 14 077       | 35,84        | 19 311      | 45,65       |  |
|                | François Colcombet élu        | PS             | 12 712       | 32,37        | 22 984      | 54,34       |  |
|                | Jean-Claude Mairal            | PCF            | 6 620        | 16,86        |             |             |  |
|                | Georges Dufour                | FN             | 3 435        | 8,75         |             |             |  |
|                | Odile Debeaud-Laforest        | Les Verts      | 1 487        | 3,79         |             |             |  |
|                | Martine Talon                 | LDI (MPF)      | 942          | 2,4          |             |             |  |
|                |                               |                |              |              |             |             |  |
| Inscrits       | Inscrits                      | Inscrits       | 58 243       | 100,00       | 58 243      | 100,00      |  |
| Abstentions    | Abstentions                   | Abstentions    | 16 849       | 28,93        | 13 904      | 23,87       |  |
| Votants        | Votants                       | Votants        | 41 394       | 71,07        | 44 339      | 76,13       |  |
| Blancs et nuls | Blancs et nuls                | Blancs et nuls | 2 121        | 5,12         | 2 044       | 4,61        |  |
| Exprimés       | Exprimés                      | Exprimés       | 39 273       | 94,88        | 42 295      | 95,39       |  |

#### Deuxième circonscription (Montluçon)
| Candidat       | Candidat             | Parti          | Premier tour | Premier tour | Second tour | Second tour |  |
| Candidat       | Candidat             | Parti          | Voix         | %            | Voix        | %           |  |
| -------------- | -------------------- | -------------- | ------------ | ------------ | ----------- | ----------- |  |
|                | Pierre Goldberg élu  | PCF            | 17 180       | 39,81        | 27 523      | 61,83       |  |
|                | Jean Gravier sortant | UDF (PPDF)     | 10 766       | 24,94        | 16 994      | 38,17       |  |
|                | Ginette Goux         | PS             | 7 096        | 16,44        |             |             |  |
|                | Lucette Vuarchex     | FN             | 3 879        | 8,99         |             |             |  |
|                | André Gérinier       | LDI (CNIP)     | 1 640        | 3,8          |             |             |  |
|                | Jacques Missonnier   | Les Verts      | 1 477        | 3,42         |             |             |  |
|                | Monique Guillaumin   | LT-LNÉ         | 1 121        | 2,6          |             |             |  |
|                |                      |                |              |              |             |             |  |
| Inscrits       | Inscrits             | Inscrits       | 66 822       | 100,00       | 66 816      | 100,00      |  |
| Abstentions    | Abstentions          | Abstentions    | 20 964       | 31,37        | 18 698      | 27,98       |  |
| Votants        | Votants              | Votants        | 45 858       | 68,63        | 48 118      | 72,02       |  |
| Blancs et nuls | Blancs et nuls       | Blancs et nuls | 2 699        | 5,89         | 3 601       | 7,48        |  |
| Exprimés       | Exprimés             | Exprimés       | 43 159       | 94,11        | 44 517      | 92,52       |  |

#### Troisième circonscription (Gannat)
| Candidat       | Candidat               | Parti          | Premier tour | Premier tour | Second tour | Second tour |  |
| Candidat       | Candidat               | Parti          | Voix         | %            | Voix        | %           |  |
| -------------- | ---------------------- | -------------- | ------------ | ------------ | ----------- | ----------- |  |
|                | André Lajoinie élu     | PCF            | 15 882       | 32,58        | 28 308      | 54,37       |  |
|                | Bernard Coulon sortant | UDF (PR)       | 15 599       | 32           | 23 758      | 45,63       |  |
|                | Jean Mallot            | PS             | 7 804        | 16,01        |             |             |  |
|                | Alain Compagnon        | FN             | 4 559        | 9,35         |             |             |  |
|                | Danièle Moury          | Les Verts      | 2 135        | 4,38         |             |             |  |
|                | François de Vaulx      | LDI (MPF)      | 1 637        | 3,36         |             |             |  |
|                | Jacques Bernard        | GÉ             | 1 136        | 2,33         |             |             |  |
|                |                        |                |              |              |             |             |  |
| Inscrits       | Inscrits               | Inscrits       | 70 131       | 100,00       | 70 130      | 100,00      |  |
| Abstentions    | Abstentions            | Abstentions    | 18 637       | 26,57        | 15 118      | 21,56       |  |
| Votants        | Votants                | Votants        | 51 494       | 73,43        | 55 012      | 78,44       |  |
| Blancs et nuls | Blancs et nuls         | Blancs et nuls | 2 742        | 5,32         | 2 946       | 5,36        |  |
| Exprimés       | Exprimés               | Exprimés       | 48 752       | 94,68        | 52 066      | 94,64       |  |

#### Quatrième circonscription (Vichy)
| Candidat       | Candidat                | Parti          | Premier tour | Premier tour | Second tour | Second tour |  |
| Candidat       | Candidat                | Parti          | Voix         | %            | Voix        | %           |  |
| -------------- | ----------------------- | -------------- | ------------ | ------------ | ----------- | ----------- |  |
|                | Claude Malhuret sortant | UDF (PR)       | 11 506       | 28,62        | 19 045      | 44,25       |  |
|                | Gérard Charasse élu     | PRS            | 11 222       | 27,92        | 23 927      | 55,59       |  |
|                | Jacques Mayadoux        | FN             | 6 484        | 16,13        |             |             |  |
|                | René Bardet             | PCF            | 6 176        | 15,36        |             |             |  |
|                | Jean Quilleret          | Les Verts      | 2 669        | 6,64         |             |             |  |
|                | Jean-Luc Debrabant      | LDI (MPF)      | 2 142        | 5,33         |             |             |  |
|                |                         |                |              |              |             |             |  |
| Inscrits       | Inscrits                | Inscrits       | 63 116       | 100,00       | 63 113      | 100,00      |  |
| Abstentions    | Abstentions             | Abstentions    | 20 288       | 32,14        | 16 857      | 26,71       |  |
| Votants        | Votants                 | Votants        | 42 828       | 67,86        | 46 256      | 73,29       |  |
| Blancs et nuls | Blancs et nuls          | Blancs et nuls | 2 629        | 6,14         | 3 284       | 7,1         |  |
| Exprimés       | Exprimés                | Exprimés       | 40 199       | 93,86        | 42 972      | 92,9        |  |